# Fonic

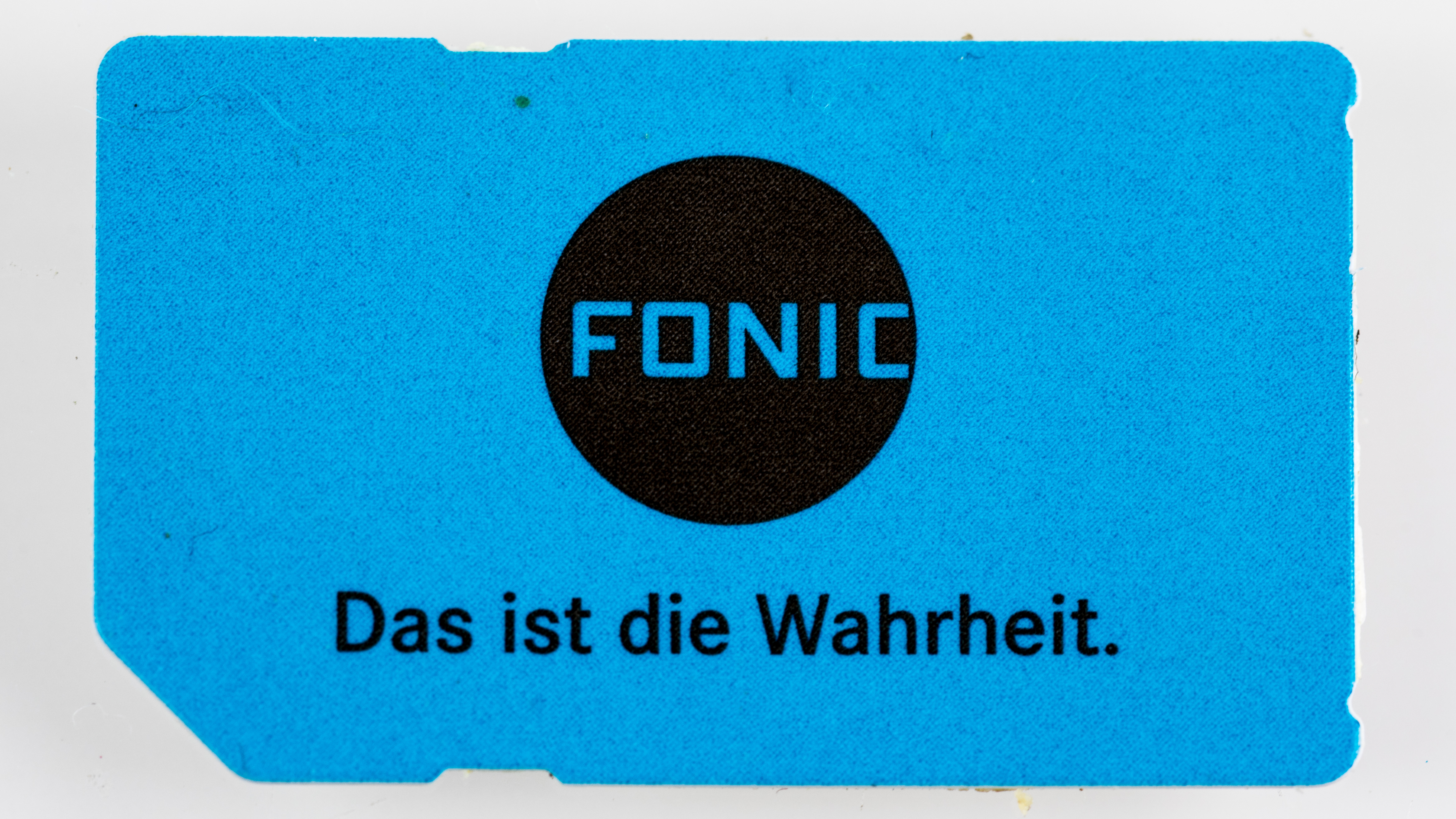
SIM-Karte von Fonic

Die Fonic GmbH (Eigenschreibweise FONIC) war ein am 7. August 2007 gegründeter deutscher Mobilfunkanbieter mit Sitz in München,  der die Discount-Marken Fonic und Fonic Mobile anbot. Die Fonic GmbH wurde zum 1. April 2016 mit der Telefónica Germany GmbH & Co. OHG verschmolzen, wodurch seit Mai 2015 neben der Hauptmarke Fonic auch Fonic Mobile bis zur Einstellung im Jahr 2025 von Telefónica Deutschland genutzt wurde. Fonic startete ursprünglich als Vertriebspartner von Lidl.

## Geschichte

### Fonic – seit Mai 2015 eine Marke der Telefónica Germany GmbH & Co. OHG
Fonic war das erste Mobilfunkunternehmen, das im September 2007 mit 9,9 Cent pro Minute die Preisgrenze von 10 Cent pro Minute unterschritten hat. Von 2007 bis 2012 war Choreograf und Model Bruce Darnell das Gesicht der Marke. Seit 2012 warb Fonic mit dem „Mann, der immer die Wahrheit sagt“. Vertrieben wurde die Marke Fonic der Fonic GmbH bis April 2015 online und über den Handel deutschlandweit bei über 20.000 Verkaufsstellen – unter anderem Saturn, Mediamarkt, dm-drogerie markt, Real, Rossmann und Müller. Über die eigene Website wurden mehrere Webshops integriert und übernahmen den Vertrieb.
2012 zählte Fonic mit damals noch 2,4 Millionen Kunden zu den bekanntesten deutschen Mobilfunk-Discountern.
Ende Juni 2015 kündigte Telefónica an, dass alle Kunden bis auf Lidl-Mobile-Kunden zum 1. Juli 2015 zur Telefónica Germany GmbH & Co. OHG migriert werden und Fonic als Marke erhalten bleibt. Neukunden wurden bereits seit Mai 2015 mit Verträgen über die Telefónica Germany GmbH & Co. OHG ausgestattet.

#### Tarife
Der Kunde zahlt bei allen Tarifen einmalig 9,95 Euro für die SIM-Karte. Bei Aktivierung erhält der Kunde, abhängig vom gewählten Tarif bei Bestellung, einmalig ein Startguthaben und weitere 25 Euro, wenn die bisherige Nummer mitgebracht wird. Alle Tarife sind monatlich kündbar und haben keine feste Vertragslaufzeit.
Für Gespräche oder SMS ins europäische Ausland werden unabhängig vom Tarif immer 9 Cent (Festnetz), 22 Cent (Mobilfunknetz) und 7 Cent (SMS) berechnet.

### Fonic Mobile – seit April 2016 eine Marke der Telefónica Germany GmbH & Co. OHG
Zum 13. Juli 2010 startete Lidl mit der Vermarktung von Tarifen unter der Eigenmarke Lidl Mobile und nahm zeitgleich Fonic aus dem Sortiment. Die Bereitstellung und Betrieb der Marke erfolgt allerdings weiterhin durch die Fonic GmbH. Die Tarife waren zum Start weitestgehend identisch mit Fonic. Ende September 2015 kündigte Lidl an, dass sein Angebot Lidl Mobile ab 1. Oktober 2015 in Fonic Mobile umbenannt und ein komplett neues Angebot unter der Marke Lidl Connect geben wird. SIM-Karten waren seit dem 1. Oktober nur noch online auf der eigenen Website erhältlich, allerdings hatten Kunden weiterhin die Möglichkeit, entsprechende Guthabenkarten in den Lidl-Filialen zu erwerben.
Ende März 2016 informierte Fonic Mobile seine Kunden per SMS darüber, dass die Fonic GmbH zum 1. April 2016 auf die Telefónica Germany GmbH übergeht. Im Jahr 2025 wurde die Marke endgültig zugunsten Fonic eingestellt.

#### Tarife
Die Fonic Mobile Tarife trugen seit dem Sommer 2019 die gleiche Tarifbezeichnungen, waren aber, bei gleichen Konditionen teilweise günstiger. Der Kunde zahlte bei allen Tarifen einmalig 9,99 Euro für die SIM-Karte. Bei Aktivierung erhielt der Kunde, abhängig vom gewählten Tarif bei Bestellung, einmalig ein Startguthaben. Alle Tarife waren monatlich kündbar und hatten keine feste Vertragslaufzeit.
Für Gespräche oder SMS ins europäische Ausland wurden unabhängig vom Tarif immer 9 Cent (Festnetz), 22 Cent (Mobilfunknetz) und 7 Cent (SMS) berechnet.